# Courceroy
Courceroy ist eine französische Gemeinde mit 147 Einwohnern (Stand: 1. Januar 2022) im Département Aube in der Region Grand Est. Sie gehört zum Arrondissement Nogent-sur-Seine und zum Kanton Nogent-sur-Seine.

## Lage
Sie ist umgeben von folgenden Nachbargemeinden:
| Herme              | Melz-sur-Seine                              |                     |
| Villiers-sur-Seine | Kompassrose, die auf Nachbargemeinden zeigt | La Motte-Tilly      |
|                    | Gumery                                      | Fontenay-de-Bossery |

## Bevölkerungsentwicklung
| Jahr                      | 1962 | 1968 | 1975 | 1982 | 1990 | 1999 | 2008 | 2016 |
| ------------------------- | ---- | ---- | ---- | ---- | ---- | ---- | ---- | ---- |
| Einwohner                 | 88   | 78   | 71   | 92   | 103  | 100  | 108  | 126  |
| Quelle: Cassini und INSEE |      |      |      |      |      |      |      |      |